# Svend Auken
Svend Gunnarsen Auken, född 24 maj 1943 i Aarhus, död 4 augusti 2009 i Köpenhamn, var en dansk socialdemokratisk politiker. Han var arbetsmarknadsminister 1977-1982, partiordförande för Socialdemokraterne 1987 till 1992 och miljö- och energiminister 1994-2001. Han var gift med författaren Bettina Heltberg 1966-1993.
Auken var son till läkarparet Kirsten Auken och Gunnar Auken. Han växte upp i ett socialt engagerat hem och studerade statsvetenskap på Aarhus universitet. Efter sin Cand.scient.pol. 1969 arbetade han på universitetet, från 1973 som lektor. Samtidigt var Auken politiskt engagerad och invaldes 1971 i Folketinget. Där kom han att engagera sig i arbetsmarknadsfrågor och var ordförande i arbetsmarknadsutskottet 1975-77. Han var motståndare till Danmarks inträde i Europeiska gemenskaperna (nuvarande EU) 1973. Trots att han gick emot partilinjen i denna viktiga fråga växte Aukens roll i partiet. Han blev 1977 Socialdemokraternes politiska ordförande och i oktober samma år inträdde Auken som arbetsmarknadsminister (arbejdsminister) i Anker Jørgensens regering. En post han upprätthöll tills Regeringen Anker Jørgensen V avgick i september 1982.
Efter Socialdemokraternas valnederlag i folketingsvalet 1987 blev Svend Auken vald till partiets ordförande. Han ledde Socialdemokraterne i framgångsvalet 1990 då partiet vann 16 nya mandat i Folketinget. Det räckte dock ej till att bilda regering och två år senare, i april 1992, valde en extrainsatt partikongress Poul Nyrup Rasmussen till ny partiledare.
Då Nyrup Rasmussen 1993 lyckades bilda en flerpartiregering blev Auken miljöminister, och från regeringsombildningen efter folketingsvalet 1994 var han både miljö- och energiminister. Han lyckades få detta område till ett av de centrala i dansk politik och flera viktiga reformer genomfördes. I samband med de internationella förhandlingarna om Kyotoavtalet visade sig Auken vara en kreativ förhandlare.
Auken var minister till regeringens avgång 2001. Han satt kvar i Folketinget och var medlem av Folketingets presidium. 2007 till 2009 var han ordförande i Europautskottet. Sistnämnda år avled han efter en lång tids sjukdom.